# 馮彥哲
馮 彥哲（ひょう げんてつ、フェン・ヤンジー、英語: Feng Yanzhe、2001年2月13日 - ）は、中華人民共和国の男子バドミントン選手。身長195cm。BWF世界ランキング最高位は1位。

## 経歴
彼は天津市で産まれ、5歳からバドミントンを始める。2009年に北京チームに入団。
2019年、世界ジュニア選手権で林芳灵とペアを組み優勝を果たす。
2022年からは、王懿律が怪我等で不在時の黄東萍の臨時ペアとして国際大会に出場。このペアとして初出場である同年のデンマーク・オープンでは、早くも準優勝を果たす。
2023年、インドネシア・マスターズ、タイ・マスターズ、ドイツ・オープンで優勝。その結果、出場大会たったの8大会にして、早くも世界ランキングTOP10入りを果たした。